# Nyctemera sexmaculatum
Nyctemera sexmaculatum är en fjärilsart som beskrevs av Butler 1887. Nyctemera sexmaculatum ingår i släktet Nyctemera och familjen björnspinnare. Inga underarter finns listade i Catalogue of Life.